# Teungoh (Panteraja)
Teungoh is een bestuurslaag in het regentschap Pidie Jaya van de provincie Atjeh, Indonesië. Teungoh telt 549 inwoners (volkstelling 2010).